# Coll Baixó
El Coll Baixó és una collada situada a 1.472,5 m alt del terme comunal del Tec, a la comarca del Vallespir (Catalunya del Nord).
És en el sector nord-occidental del terme del Tec, al nord-oest de Cal Picotós de Baix i de Sant Guillem de Combret.
Hi passen algunes de les rutes muntanyenques de pujada al Canigó des de Prats de Molló.